# São Luiz Gonzaga
São Luiz Gonzaga là một đô thị thuộc bang Rio Grande do Sul, Brasil. Đô thị này có diện tích 1297,922 km², dân số năm 2007 là 34487 người, mật độ 26,57 người/km².